# Пол Сезан
Пол Сезан  (на френски: Paul Cézanne) е френски живописец, който осъществява връзката между импресионизма и кубизма.

## Биография
Сезан е роден в Екс ан Прованс и там започва училище. От 1859 до 1861 г. той следва право, но продължава да взема уроци по рисуване. Въпреки протестите на своя баща, Сезан решава да продължи с артистична кариера и през 1861 г. заминава за Париж със своя приятел Емил Зола. Постепенно баща му се примирява с този негов избор и започва да го подкрепя.
В Париж се запознава с Камий Писаро и други импресионисти. Следвайки идеите на Зола за натурализма, художниците от онова време – втората половина на 1860-те години, започват да гледат на рисуването по друг начин. Сезан, по примера на Мане започва да използва преувеличена и демонстративно изразителна деформация в картините си. Негови творби са представени на първото изложение на Салона на отхвърлените през 1863 г., където са изложени творби, неприети от журито на официалния Парижки салон.
Сезан започва със светлината, въздушния рисунък на импресионистите, но постепенно идеите му изкристализират и той казва „Искам да правя изкуство трайно и вечно, както това в музеите“. След като преминава през своя импресионистичен период, осъзнал че възприетата техника, може да спъне по-нататъчното му развитие, Сезан се изолира в Екс ан Прованс и започва да търси свой метод.
Той създава собствена система за геометризация и деформация на предметите, която след това се използва в кубизма, фавизма и други модернистични течения в изобразителното изкуство. Сезан извежда живописта от своите описателни функции и я превръща във философия.
Сезан работи в растяща творческа изолация, избирайки Южна Франция пред Париж. Създава много натюрморти, променяйки гледната точка, пейзажи, в който премества определени елементи (определено дърво например). Фокусира се, освен върху натюрморти и пейзажи, и върху сцени с къпещи се, както и върху портрети. Рисува „Планината Сент-Виктоар“ от безброй ъгли.
През 1906 г. Сезан рухва докато рисува навън по време на проливен дъжд. Седмица по-късно, на 22 октомври, той умира от пневмония.
На 10 май 1999 г. неговото платно Rideau, cruchon et compotier („Завеса, глинена кана и фруктиера“) е продадено от „Сотбис“ за 60,5 милиона долара.

## Творчество
- Галерия
- „Автопортрет с шапка“ (1879 – 1882)
- „Автопортрет с палитра“ (ок. 1890)
- „Къпещи се“ (1890)
- „Натюрморт с ябълки и портокали“ (ок. 1899)
- „Планината Сент-Виктоар“
- „Картоиграчи“ (1876)
- „Сена близо до Брси“ (1876 – 1878), Салон на изкуствата (Хамбург)